# Lista dos Prefeitos de Estreito
Esta é a lista dos prefeitos de Estreito.

## Prefeitos
| Nº | Nome                                | Imagem                | Partido                                         | Início do mandato      | Fim do mandato                          | Observações                              |
| 1  | Valmir Siebra Vilar (Ceará)         |                       | Partido Democrático Social PDS                  | 12 de maio de 1982     | 31 de dezembro de 1988                  | Prefeito eleito em sufrágio universal    |
| 2  | Éden Santos de Abreu                |                       | Partido do Movimento Democrático Brasileiro MDB | 1° de janeiro de 1989  | 6 de agosto de 1991                     | Prefeito eleito em sufrágio universal    |
| 3  | Sidney Milhomem                     |                       | Partido do Movimento Democrático Brasileiro MDB | 7 de agosto de 1991    | 31 de dezembro de 1992                  | Vice-prefeito eleito no cargo de titular |
| 4  | Dr. João Batista Duarte Rodrigues   |                       | Partido Socialista Brasileiro PSB               | 1° de janeiro de 1993  | 31 de dezembro de 1996                  | Prefeito eleito em sufrágio universal    |
| 5  | Claro Moura (Claro Dentista)        |                       | Partido da Frente Liberal PFL                   | 1° de janeiro de 1997  | 31 de dezembro de 2000                  | Prefeito eleito em sufrágio universal    |
| 6  | Dr. Benedito                        |                       | Partido da Frente Liberal PFL                   | 1° de janeiro de 2001  | 31 de dezembro de 2004                  | Prefeito eleito em sufrágio universal    |
| 7  | José Lopes Pereira (Zeca Pereira)   |                       | Partido Verde PV                                | 1° de janeiro de 2005  | 31 de dezembro de 2008                  | Prefeito eleito em sufrágio universal    |
| 8  | José Gomes Coelho (Zequinha Coelho) |                       | Partido Democrático Trabalhista PDT             | 1° de janeiro de 2009  | 31 de dezembro de 2012                  | Prefeito eleito em sufrágio universal    |
| 9  | Cícero Neco Morais (Cicin)          |                       | Partido do Movimento Democrático Brasileiro MDB | 1° de janeiro de 2013  | 31 de dezembro de 2016                  | Prefeito eleito em sufrágio universal    |
| 9  | Cícero Neco Morais (Cicin)          | 1° de janeiro de 2017 | Partido do Movimento Democrático Brasileiro MDB | 31 de dezembro de 2020 | Prefeito reeleito em sufrágio universal |                                          |
| 10 | Léo Cunha                           |                       | Partido Liberal PL                              | 1° de janeiro de 2021  | 31 de dezembro de 2024                  | Prefeito eleito em sufrágio universal    |
| 10 | Léo Cunha                           | 1° de janeiro de 2025 | Partido Liberal PL                              | Atualidade             | Prefeito reeleito em sufrágio universal |                                          |